# Chrismofulvea rubifaciens
Chrismofulvea rubifaciens är en lavart som först beskrevs av Richard Clinton Harris och som fick sitt nu gällande namn av Bernhard Marbach 2000. 
Chrismofulvea rubifaciens ingår i släktet Chrismofulvea och familjen Caliciaceae. Inga underarter finns listade i Catalogue of Life.